# Ole Olsen (musicista)
Ole Olsen (Hammerfest, 1850 – Oslo, 1927) è stato un musicista norvegese.
Giovane studente al conservatorio di Lipsia, fu nominato (1899) ispettore generale delle Bande Militari e mantenne il ruolo fino al 1919.
Fu prolifico compositore di marce militari, sinfonie e, soprattutto, musica da camera.